# Egnasia rectilineata
Egnasia rectilineata är en fjärilsart som beskrevs av Swinhoe 1895. Egnasia rectilineata ingår i släktet Egnasia och familjen nattflyn. Inga underarter finns listade i Catalogue of Life.